# Sófino (Penza)
|  | Per a altres significats, vegeu «Sófino». |

Sófino (Софьино en rus) - és un poble de l'óblast de Penza, a Rússia, que el 2012 tenia 157 habitants.